# Рошаль, Александр Борисович
Алекса́ндр Бори́сович Роша́ль (26 августа 1936, Москва — 21 мая 2007, Москва) — шахматный журналист, мастер спорта СССР по шахматам (1963 год), заслуженный тренер РСФСР (1967), заслуженный работник культуры, издатель и главный редактор журнала «64 — Шахматное обозрение». Автор ряда популярных книг о шахматах.

## Биография
Родился в Москве, в еврейской семье. Отец Александра — Борис Рошаль был арестован 27 августа 1937 года и через несколько месяцев расстрелян. Мать Александра была сослана в Актюбинск как «член семьи изменника родины». В Актюбинске Александр научился играть в шахматы. В 1951 году, восьмиклассником, Александр Рошаль стал чемпионом Актюбинской области по шахматам среди взрослых.
Александр Рошаль окончил школу рабочей молодёжи с серебряной медалью, но, как сын «врага народа», имел трудности с поступлением в институт. В конце концов ему удалось поступить в Московский институт геодезии и картографии (МИИГАиК). Позже Рошаль перешёл на факультет журналистики МГУ, который и окончил. Одновременно вёл тренерскую деятельность в шахматном клубе Московского городского дворца пионеров и школьников.
В 1968 году Александр Рошаль вместе с тогдашним чемпионом мира Тиграном Петросяном начал выпускать шахматный еженедельник «64», который в 1981 году был преобразован в журнал «64-Шахматное обозрение». В 1968—1979 годах Рошаль был ответственным секретарём еженедельника «64», в 1980—1990 годах — заместителем главного редактора, фактически — руководителем издания. Номинальным главным редактором в те годы был чемпион мира по шахматам Анатолий Карпов, с которым Рошаля связывала также многолетняя дружба.
В 1992 году журнал приостановил выпуск из-за финансовых проблем. Позже Александр Рошаль возобновил выпуск журнала и стал его издателем и главным редактором. Большую спонсорскую поддержку журналу оказывал президент Международной шахматной федерации (ФИДЕ) Кирсан Илюмжинов. С журналом А. Б. Рошаля сотрудничали журналисты, ставшие известными газетчиками: Евгений Гик — «Московский комсомолец», Леонид Гвоздёв — «Московская правда», Сергей Лесков — «Известия», Игорь Ленский — «Правда», Альберт Миннуллин — «Комсомольская правда». В издании Рошаля начиналась карьера популярного светского фотографа Валерия Левитина.
С 1978 года Александр Рошаль был специальным корреспондентом ТАСС, Всесоюзного радио и телевидения на многих международных соревнованиях. Шахматный обозреватель АПН. Вёл репортажи с международных соревнований и матчей на первенство мира по шахматам.
Продолжительное время считался шахматным журналистом № 1 в СССР и РФ.
Был дважды женат. Две дочери: Екатерина и Юлия.
От старшей дочери Екатерины внучка Мария (р. 1996) и внук Александр (р. 2006), названный в честь дедушки.
Скончался 21 мая 2007 после длительного онкологического заболевания. Похоронен на Востряковском кладбище в Москве.